# Misshitsu
Misshitsu (蜜室?  Honey Room) es un manga hentai explícito de Yūji Suwa (諏訪優二) bajo el seudónimo de Beauty Hair (ビューティ・ヘア). Fue publicado en Japón en abril de 2002 (en 20,000 copias en 1.900 minoristas) por el grupo editorial Shobunkan.

## Controversia
Se llevó a cabo un importante juicio por obscenidad en el Tribunal del Distrito de Tokio, el primero de esos juicios durante más de 20 años. El resultado del juicio fue la condena del artista Yūji Suwa en enero de 2004 (por los cargos de violación del artículo 175 del «Código Penal Nacional», el Código Penal de Japón, que prohíbe la creación y distribución de materiales «indecentes»). Suwa recibió una multa y para evitar una sentencia de cárcel, se declaró culpable. Más concretamente, todo el manga para adultos de Suwa fue retirado del mercado. El editor Monotori Kishi también fue condenado, pero su único año en la cárcel fue suspendido por el juez.
El caso fue apelado ante el Tribunal Superior con el argumento de que el manga no era tan indecente y explícito como mucho material en Internet, y que el artículo 175 violaba la protección de la libertad de expresión de la Constitución japonesa. El Tribunal Supremo confirmó el fallo y triplicó la multa en Suwa a 1,5 millones de yenes de los 500,000 yenes originales.
Después de la condena, varias librerías y cadenas eliminaron su sección de solo para adultos; su motivación se ha atribuido al resultado, de un «efecto inhibidor» de este caso.